# Kamerun az olimpiai játékokon
Kamerun 1964-ben vett részt első alkalommal az olimpiai játékokon, és azóta minden nyári olimpiára küldött sportolókat. Kamerun visszahívta versenyzőit az 1976. évi játékok kezdetét követően három nappal, hogy csatlakozzanak az afrikai bojkotthoz, válaszul Új-Zéland szereplésére, és annak a fajüldöző Dél-Afrikával való sportkapcsolataira. Kamerun 2002-ben küldött egy sportolót, Isaac Menyolit a téli játékokra is.
A kameruni atléták összesen hat olimpiai érmet szereztek.
A Kameruni Nemzeti Olimpiai és Sportbizottságot 1963-ban alapították.

## Érmesek
| Érem  | Név | Olimpia           | Sport      | Versenyszám      |
| ----- | --- | ----------------- | ---------- | ---------------- |
| Ezüst | Joseph Bessala | 1968, Mexikóváros | Ökölvívás  | Férfi váltósúly  |
| Bronz | Martin Ndongo-Ebanga | 1984, Los Angeles | Ökölvívás  | Férfi könnyűsúly |
| Arany | Nemzeti válogatott Patrice Abanda, Nicolas Alnoudji, Clement Beaud, Daniel Bekono, Serge Branco, Joël Epalle, Lauren, Samuel Eto’o, Idriss Carlos Kameni, Modeste M’bami, Patrick M'Boma, Albert Meyong Ze, Serge Mimpo, Daniel Ngom Kome, Aaron Nguimbat, Geremi Njitap, Patrick Suffo, Pierre Womé | 2000, Sydney      | Labdarúgás | Férfi            |
| Arany | Françoise Mbango Etone | 2004, Athén       | Atlétika   | Női hármasugrás  |
| Arany | Françoise Mbango Etone | 2008, Peking      | Atlétika   | Női hármasugrás  |
| Bronz | Madias Nzesso | 2020, Tokió       | Súlyemelés | Női 75 kg        |

## Éremtáblázatok

### Érmek a nyári olimpiai játékokon
| Olimpia              | Arany | Ezüst | Bronz | Összesen |
| 1964, Tokió          | 0     | 0     | 0     | 0        |
| 1968, Mexikóváros    | 0     | 1     | 0     | 1        |
| 1972, München        | 0     | 0     | 0     | 0        |
| 1976, Montréal       | 0     | 0     | 0     | 0        |
| 1980, Moszkva        | 0     | 0     | 0     | 0        |
| 1984, Los Angeles    | 0     | 0     | 1     | 1        |
| 1988, Szöul          | 0     | 0     | 0     | 0        |
| 1992, Barcelona      | 0     | 0     | 0     | 0        |
| 1996, Atlanta        | 0     | 0     | 0     | 0        |
| 2000, Sydney         | 1     | 0     | 0     | 1        |
| 2004, Athén          | 1     | 0     | 0     | 1        |
| 2008, Peking         | 1     | 0     | 0     | 1        |
| 2012, London         | 0     | 0     | 1     | 1        |
| 2016, Rio de Janeiro | 0     | 0     | 0     | 0        |
| 2020, Tokió          | 0     | 0     | 0     | 0        |
| 2024, Párizs         | 0     | 0     | 0     | 0        |
| Összesen             | 3     | 1     | 2     | 6        |

## Érmek sportáganként

### Érmek a nyári olimpiai játékokon sportáganként
| Kamerun érmei a nyári olimpiai játékokon sportáganként | Kamerun érmei a nyári olimpiai játékokon sportáganként | Kamerun érmei a nyári olimpiai játékokon sportáganként | Kamerun érmei a nyári olimpiai játékokon sportáganként | Az olimpiai zászlaja |

| Sportág    | Arany | Ezüst | Bronz | Összesen |
| ---------- | ----- | ----- | ----- | -------- |
| Atlétika   | 2     | 0     | 0     | 2        |
| Labdarúgás | 1     | 0     | 0     | 1        |
| Ökölvívás  | 0     | 1     | 1     | 2        |
| Súlyemelés | 0     | 0     | 1     | 1        |
| Összesen   | 3     | 1     | 2     | 6        |